# Microprotopus shoemakeri
Microprotopus shoemakeri är en kräftdjursart som beskrevs av Lowry 1972. Microprotopus shoemakeri ingår i släktet Microprotopus och familjen Isaeidae. Inga underarter finns listade i Catalogue of Life.